# Naurskaja

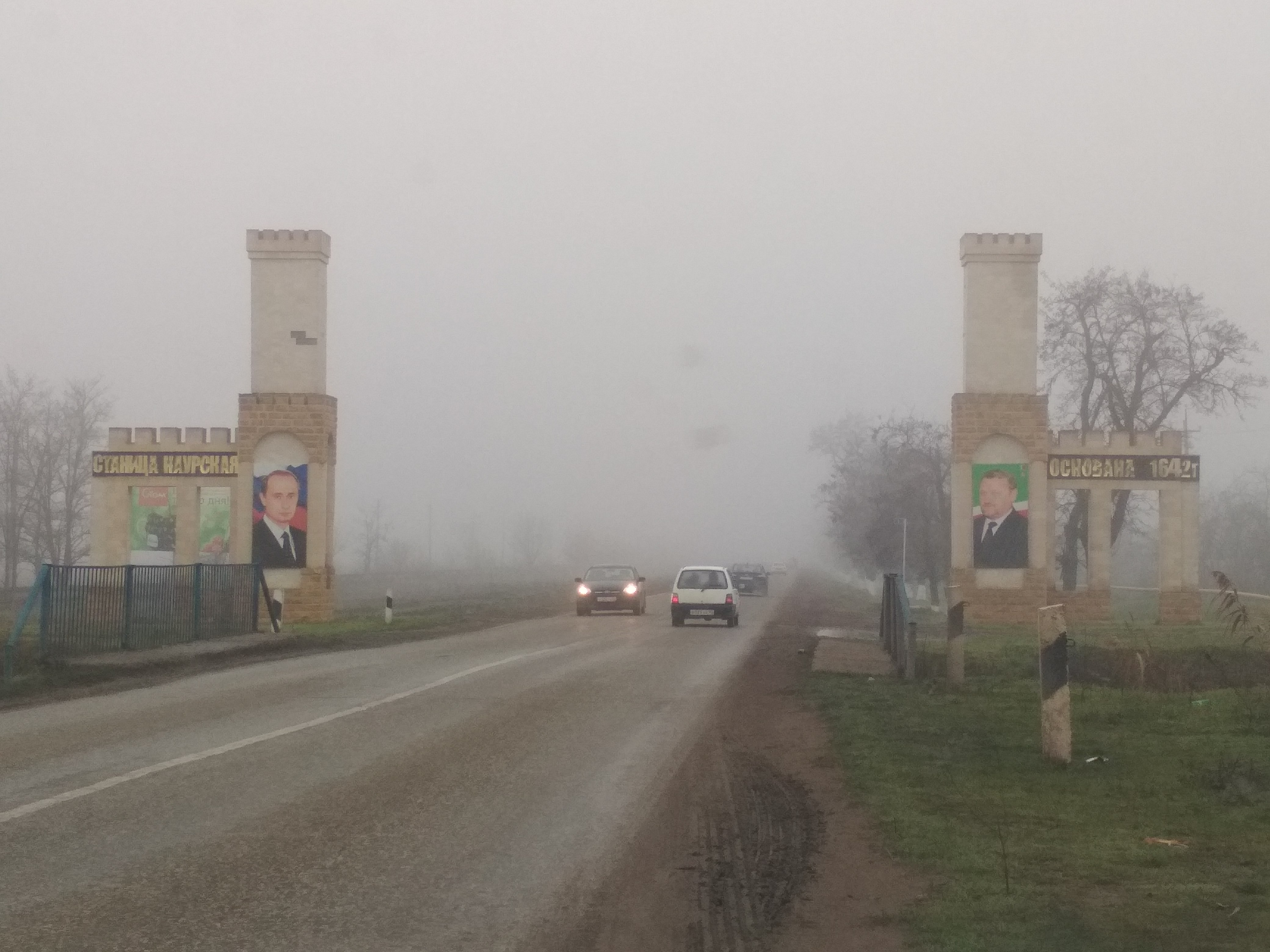
Infart till Naurskaja.

Naurskaja (ryska Наурская) är en ort i Tjetjenien i Ryssland. Folkmängden uppgick till 9 638 invånare i början av 2019.